# Улица Станиславского (Москва)
У́лица Станисла́вского (до 1919 года — Ма́лая Алексе́евская у́лица, в 1919—2005 годах — Ма́лая Коммунисти́ческая у́лица) — улица в Таганском районе Центрального административного округа города Москвы. Проходит от улицы Александра Солженицына до Николоямской улицы. К улице примыкают: с нечётной (северной) стороны Мартыновский переулок, с чётной (южной) Коммунистический переулок.
В 1938—1994 годах улицей Станиславского назывался Леонтьевский переулок.

## Происхождение названия
Историческое название — по церкви Алексия Митрополита «что за Яузой» и Алексеевской слободе XVII века. Позже, в XIX веке, на Алексеевских улицах обосновалась купеческая династия Алексеевых (см. Алексеев, Николай Александрович, Станиславский, Константин Сергеевич), а на Малой Алексеевской был выстроен огромный (по меркам XIX века) медеплавильный завод Алексеева, Вишнякова и Шамшина.
Вопрос о переименовании Большой и Малой Коммунистических улиц поднимался неоднократно. В результате Большая Коммунистическая была переименована в улицу Александра Солженицына, а Малой Коммунистической, вместо исторического Малая Алексеевская, в 2005 году было присвоено имя улица Станиславского, вакантное после переименования «советской» улицы Станиславского — в Леонтьевский переулок. Тем самым новое название улицы перекликается с историческим: Алексеев — настоящая фамилия Станиславского, происходившего из купеческой династии Алексеевых, которая владела зданиями на этой улице (хотя историческое название появилось раньше и с династией изначально связано не было).

## Примечательные здания и сооружения

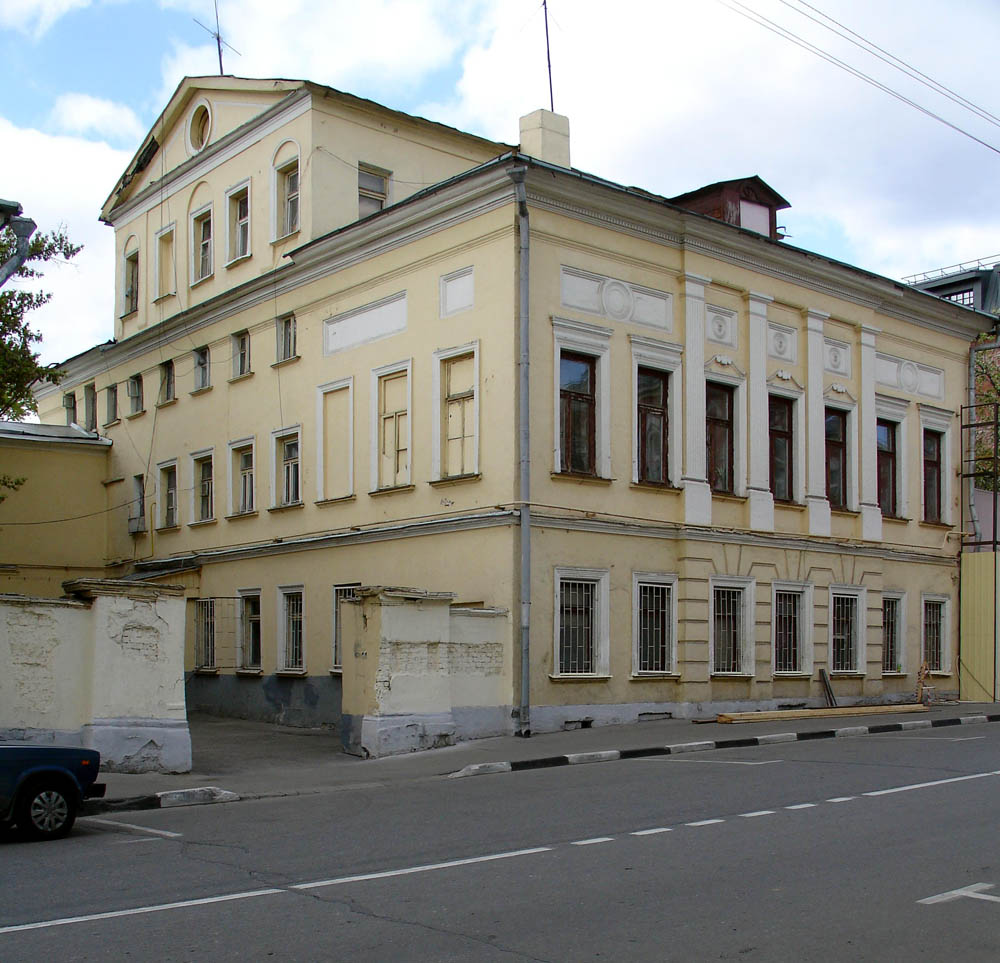
Главный дом усадьбы Коншиных, фото сделано за несколько недель до начала реконструкции

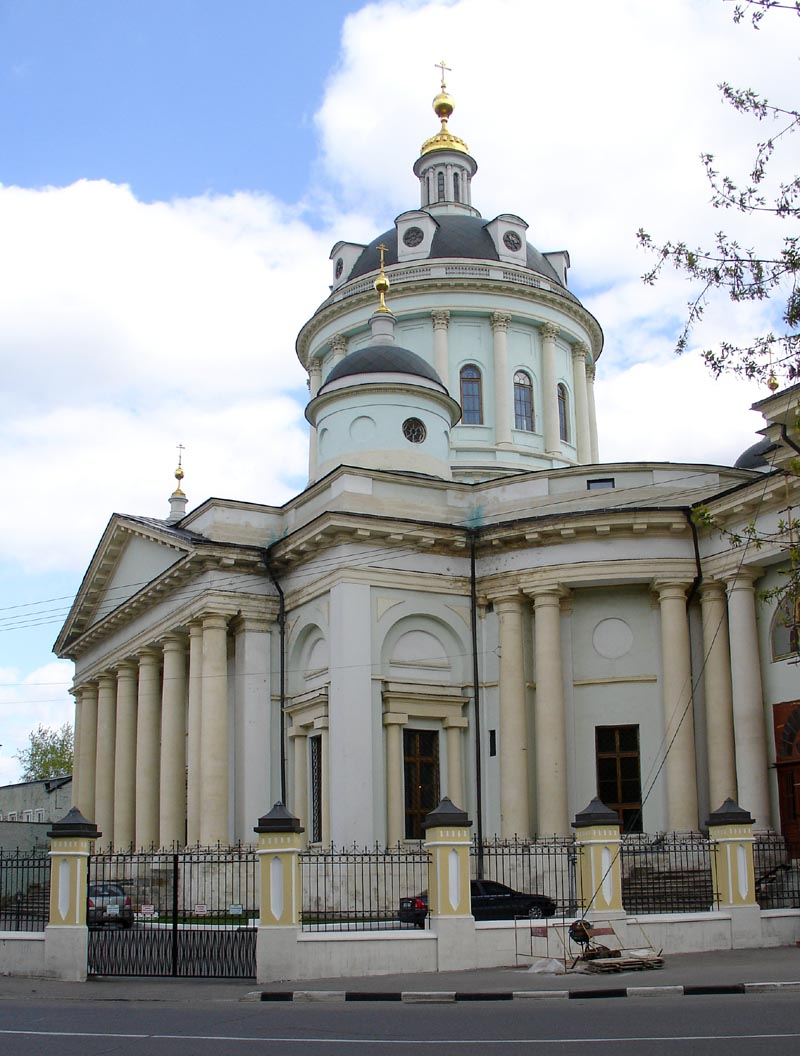
Храм Мартина Исповедника, вид со стороны улицы Станиславского

### По нечётной стороне
- № 13, 15 — городская усадьба Коншиных, с лета 2007 года на реконструкции.
- № 21 — здание медеплавильного и кабельного завода товарищества «Алексеев, Вишняков и Шамшин», крупнейшее строение в окру́ге. В 2000-х годах перестраивается под деловой центр, в настоящее время это БП «Фабрика Станиславского».
- № 21, стр. 1 — компания «Медиа Альянс» (2015—2022), занимавшаяся распространением в России и странах СНГ телеканалов WarnerMedia и Discovery[2].
- № 21, стр. 5 — Европейская медиагруппа
- № 21, стр. 7 — бывший театр, открытый в 1904 году К. С. Станиславским для рабочих завода товарищества «Алексеев, Вишняков и Шамшин», ныне — здание Театра СТИ
- № 21, стр. 22,  памятник архитектуры (вновь выявленный объект) — главный дом городской усадьбы купца В. А. Шибаева (1820-е годы). Внесён в Красную книгу Архнадзора (электронный каталог объектов недвижимого культурного наследия Москвы, находящихся под угрозой), номинация — запустение[3].
- № 25 — городская усадьба XIX века.
- № 29/60 — Храм Алексия Митрополита «что за Яузой» (1748—1752) с домами причта. Реставрировался в 2010—2013 годах (реставратор Н. Т. Даниленко)[4].

### По чётной стороне
- № 2/15 — храм Святого Мартина Исповедника (начало XIX века, архитектор Родион Казаков).
- № 4, 8, 10 — двух-трёхэтажная застройка XIX века.
- № 6, стр. 1,  ЦГФО — главный дом усадьбы Н. И. Морозова (1900-е, архитектор Н. П. Евланов, предположительно).

стр. 2,  ЦГФО — усадебный флигель, конец XIX века (1891).
- № 10, стр. 1 и 2 — городская усадьба XVIII века.
- № 18, 20, 22 — двухэтажная застройка XIX века.

## Транспорт
- Электробус т53 от станций метро «Таганская», «Марскистская», «Римская», «Площадь Ильича»